# Подварак
Подварак (серб. подварак) — страва, відоме на Балканах, Сході, а також у деяких країнах Європи. Основним інгредієнтом подвараку є квашена капуста, з додаванням різних спецій: цибуля, червоний перець, чорний перець. Існує кілька варіантів страв, особливо з додаванням спецій: з лавровим листом, часником, вином. Із подвараком їдять різні види смаженого чи печеного м'яса: індичку, свинину, різні ковбаси тощо.

## Приготування
Ненад Костич у «Щоденнику підмайстра кухаря» пише: «Подварак — одна з тих страв, які ми нерішуче запропонуємо гостю із західних країн. Ми знаємо, що це калорійна бомба та одна з тих страв, які сьогодні виганяють зі столу у розвиненому світі. Разом із грубим селянським коржем проя, подварак — це гірське, сільське задоволення, воно асоціюється з розпеченою грубкою „смедерево“, і це втіха після трудового дня. Жир буває кількох видів: і чисте сало, …і той, що виходить із м'яса, що додається в подварак».
М'ясо обсмажують та виймають. У сковороду додають цибулю, потім нарізану тонкою соломкою квашену капусту трохи пізніше спеції. Викладають у форму для запікання шарами капусту та м'ясо, і поміщають у духовку.

## Схожі страви
Фірмова страва північно-східної провінції Франції — ельзаський шукрут (choucroute, французькою — квашена капуста) отримала знак захищеного регіонального продукту, і очікується отримання знаку географічного походження ЄС. Він схожий на сербський подварак, тому що готується з нарізаної квашеної капусти, яку обсмажують на олії та оцті чи вині з додаванням коріандру та лавра, а також різних інших спецій.
У Східній Європі існує подібна страва бігос, батьківщиною якої вважають Польщу. Його готують із суміші свіжої білоголової та квашеної капусти, свинини чи ковбаси.